# 魔王連獅子
『魔王連獅子』（まおうれんじし）は、1991年10月25日にタイトーから発売されたメガドライブ用ゲームソフト。
北米では『Mystical Fighter』のタイトルで発売された。

## ゲーム内容

### システム
歌舞伎の世界を舞台とするベルトスクロールアクションゲーム。2人同時プレイが可能で、1Pは白獅子、2Pは赤獅子を操作する。
ライフがなくなると残機数が1つ減り、残機数0になった時にライフがなくなるとコンティニューの選択画面が現れる。ただし、コンティニューは3回までとなっている。コンティニュー回数がなくなるとゲームオーバーになる。
難易度は易と難が選択でき、易を選んだ場合は全5ステージ、難を選んだ場合は全6ステージ構成となる。

### アイテム
ステージの途中で箱があり、これを壊すと現れる。寿司と巻物は敵を倒した後、落としていくことがある。
十手
Aボタンで近くにいる敵にダメージを与える。威力は高く、通常より離れた間合いを攻撃できる。
扇
ブーメランのように飛び、一直線上にいる敵にダメージを与える。戻ってきた扇をAボタンで取らないと失う。
寿司
ライフを全体の3割ほど回復する。
巻物
妖術を使用するのに必要なアイテム。巻物の数によって使える妖術の種類が変わる。最大5つまで持てる。
使える妖術も5段階あり、第1段階狂鳴の術は画面上から巨大な鐘が落ちてきてそれを鳴らすというバカながら迫力のあるエフェクト、第2段階いかずちの術はお小水のような頼りない雷、第3段階地鳴神の術はただの地震（太字による評価は下記の悪趣味ゲーム紀行でのがっぷ獅子丸によるもの）、第4段階は氷河の術、第5段階は風神の術となっている。

## ストーリー
時は江戸末期。闇KABUKIは、KABUKI界の支配をもくろもうと、禁断の裏KABUKIの芸により正統派KABUKI界に挑んできた。正統派KABUKIの頭領たちは力を合わせ、対峙したものの、暗黒のKABUKI・POWERになすすべがなかった。そこで正統派KABUKIの頭領たちは、富士山に封印されている、伝説のKABUKI・ソルジャーである白獅子と赤獅子の兄弟を解き放つ。KABUKI・ソルジャーたちは、闇KABUKIの首領を追いつめたものの、彼の術にひっかかり、呪いの絵巻物の中に封印される。はたしてKABUKI・ソルジャーたちは、闇KABUKIを倒し、絵巻物の中から脱出することができるのであろうか。

## スタッフ
- ディレクター：細田邦治
- グラフィック・デザイナー：片岡真喜男、IKECHAN（池畑和義）、かんのいちろう、ふくにしまさたか、NO MORE KATOH、平岩ひろかず
- ゲーム・デザイン：WAO IWAO、片岡真喜男、細田邦治、ユー・ジェウ
- サウンド：KANEDA
- デバッグ：木村まさあき、KISO、SAITHO（斉藤はじめ）、KUSUNOKI、松田やすあき、OOHHARA、KANNO
- スペシャル・サンクス：いちかわひさよし、SHINTARO、きどおさむ、ZENCHAN、S.USUI、TENSAI INOCHAN、G.BABA、GENCHAN（あおやぎげん）、ほそだてるみ、SAMEJIMA、HATANO、Y.HORIKOSHI
- プログラマー：植木正好

## 評価
- ゲーム誌『ファミコン通信』の「クロスレビュー」では合計25点（満40点）になっている[2]。

- ゲーム誌『メガドライブFAN』の読者投票による「ゲーム通信簿」での評価は以下の通りとなっており、20.82点（満30点）となっている[1]。

| 項目 | キャラクタ | 音楽 | 操作性 | 熱中度 | お買得度 | オリジナリティ | 総合  |
| 得点 | 3.75       | 3.35 | 3.33   | 3.48   | 3.29     | 3.62           | 20.82 |

- ゲーム本『悪趣味ゲーム紀行』（1999年、マイクロデザイン出版局）では、「制作者が歌舞伎に対して何か個人的恨みがあるのか知りませんが、明らかに日本文化をねじ曲げて普及させようという動きが見えるのはなぜでしょうか」、「（特殊攻撃のエフェクトが）パワーアップする度にどんどん地味になっていくという三段逆スライド方式の演出理論が、ゲームデザイナーの持久力のなさを感じさせる」、「広告やパッケージの主人公の絵は気味の悪いSDキャラで、明らかに初めから敬遠でいこうと、既に消化試合に入ったかのような確信犯的なイラスト」、「この間違いまくってるゲームを見たら、猿之助先生とかに名誉棄損で訴えられそうな、いやぜひ訴えてほしいと思う内容」と評している[3]。

- ゲーム本『メガドライブ大全』（2004年、太田出版）では、「ゲームが輸出産業として注目を集めている今こそ、先駆けとして見直したい格闘アクション」、「色違いで強さが異なる相撲取りや侍軍団を、パイルドライバーやジャイアントスイングでちぎっては投げる歪んだ東洋観に、今となっては新鮮な驚きをおぼえるのは難しい」と評している[4]。